# Juliana Kanyomozi
Juliana Kanyomozi (Fort Portal, 27 de novembro de 1982) conhecida popularmente como Juliana, é uma cantora, atriz e empreendedora ugandesa.

## Vida pessoal
Ela frequentou o ensino médio na Namasagali College do Distrito de Kamuli.
Juliana Kanyomozi é a prima do atual omukama do Reino de Toro, Rukidi IV, na Região Oeste de Uganda e irmã da atriz Laura Kahunde. O pai de Juliana que é irmão do pai do atual rei de Oyo, são irmãos biológicos. Ela é solteira. Ela foi a mãe de um filho , Keron Raphael Kabugo, que morreu em 20 de julho de 2014. O pai Amon Lukwag, era namorado na época e um empreendedor de Uganda. Em 2006, ela teve um relacionamento romântico temporário com o boxer ugandês radicado nos EUA, Kassim Ouma.

## Carreira
Juliana ficou famosa no começos dos anos 90 como a primeira metade do duo feminino I-Jay, com Iryn Namubiru. O single do grupo titulado Vive la Vie foi uma música popular nas estações de rádio de Uganda. Após a dupla se desfez, Juliana lançou uma carreira solo.
Kanyomozi também colaborou com Bobi Wine nas canções como: "Taata Wa Baana Yaani?" (Quem é o Pai das Crianças?) e "Maama Mbiire". Ela trabalhou com Sweet Kid na faixa "Sirinaayo Mulala" (Eu não tenho ninguém) e com Klear Kut na canção "All I Wanna Know". Então, Juliana apresentou um programa de rádio pelas manhãs na Capital FM Radio em Kampala, capital e maior cidade da Uganda.
Mais recentemente, ela colaborou com artistas tanzanianos, Bushoke no "Usiende Mbali" (Não vá longe). Ela ganhou e foi indicada para vários prêmios de música tais como o prestigioso HiPipo Music Awards, PAM, Kisima e Befta entre outros. Em 2008, Juliana a mais votada em "Uganda's Fashion Icon" (A ícone fashion de Uganda). Juliana Kanyomozi foi a primeira musicista feminina a vencer o Pearl of Africa Music Awards (PAM Awards) como 'Artista do Ano'. Ela ainda mantém o recorde de ter ganho o prêmio Artista do Ano por duas vezes consecutivos, nos anos de 2008 e 2009.
Em 2008, ela fez a estreia do filme dela, Kiwani: The Movie de Henry Ssali.
Em 2009, ela foi uma das três juízes no Tusker Project Fame, um show de talentos da África Oriental, da terceira à sexta temporada. Também em 2009, ela trabalhou no novo álbum dela, no qual inclui o single "Kantambule".
Em março de 2014, ela assinou com a companhia international Oriflame para ser um dos embaixadores da marca na África Oriental juntamente com Lady JayDee da Tanzânia e Jamila Mbugua do Quênia.

## Discografia
Alguns das canções mais populares de Juliana a seguir:
- Something Of My Life ft. Ganda Boys
- Kalibatanya
- Woman
- Nabikoowa
- Love You Better
- Nabikoowa
- Nkulinze
- Mpita Njia
- Diana
- Alive again
- All I wanna know
- Seven days
- Usiende mbali
- Libe sanyu
- Kanyimbe
- Malaika Wange
- My Heart
- Ondage Omukwano
- Don't wanna try
- Uganda National Anthem
- I am Ugandan
- Omutima oguluma
- Ndi Bulungi

Colaborações
- All I Wanna Know com Klear Kut
- Taata Wa'baana Yaani? com Bobi Wine
- Maama Mbiire com Bobi Wine
- Usiende Mbali com Bushoke
- A Little Bit of Love com outros músicos ugandeses
- Haturudi Nyuma com Kidum
- Sirina Mulala com Sweet Kid
- Maama com Cindy
- Kwekunyakunya com Vamposs, Cindy e Keko
- Alive Again Remix com Vamposs
- Omutima com Isaiah Katumwa
- My Lady Remix com Jay Ghartey
- Wooloolo com GNL
- Chance Yo com Don MC
- Ojja com Peter Miles
- Guttuke com Moses Matovu of Afrigo Band
- Mpita Njia com Alicios
- Weebale com outras artistas mulheres da Uganda

## Prêmios
| Prêmios | Prêmios                                     | Prêmios                                                                                  | Prêmios   |
| Ano     | Prêmio                                      | Categoria                                                                                | Resultado |
| ------- | ------------------------------------------- | ---------------------------------------------------------------------------------------- | --------- |
| 2014    | ASFA                                        | Melhor Celebridade Feminina Vestida (2014)                                               | Venceu    |
| 2014    | Airtel Women of Substance Award             | Categoria Música                                                                         | Venceu    |
| 2014    | HiPipo Music Awards                         | Melhor Canção de Afrobeat (Feminino) – Eddiba                                            | Venceu    |
| 2014    | HiPipo Music Awards                         | Best Female Artist                                                                       | Indicado  |
| 2014    | HiPipo Music Awards                         | Melhor Artista nas Mídias sociais                                                        | Indicado  |
| 2014    | HiPipo Music Awards                         | Melhor Canção de Afromix (Feminino)                                                      | Indicado  |
| 2013    | Warid Women of Substance                    | Entertainment Award                                                                      | Venceu    |
| 2013    | HiPipo Music Awards                         | Melhor Artista Feminino                                                                  | Indicado  |
| 2013    | HiPipo Music Awards                         | Melhor Artista na Mídias sociais                                                         | Indicado  |
| 2013    | HiPipo Music Awards                         | Melhor Canção Zouk                                                                       | Indicado  |
| 2013    | HiPipo Music Awards                         | Melhor Canção R&B                                                                        | Indicado  |
| 2012    | Kora Awards                                 | Melhor Artista Feminino da África Oriental                                               | Venceu    |
| 2012    | Super Talent Awards, Uganda                 | Artista Mais Talentoso                                                                   | Venceu    |
| 2012    | BEFFTA Awards, UK                           | Melhor Atuação em Afrobeats Internacionais                                               | Venceu    |
| 2012    | HiPipo Charts                               | Melhor atuação de Afrobeat – "Sanyu Lyange"                                              | Venceu    |
| 2012    | HiPipo Charts                               | Melhor Atuação em Vídeo – "Sanyu Lyange"                                                 | Venceu    |
| 2012    | HiPipo Charts                               | Posições para Artista Feminino apreciado especialmente pela Hipipo Charts                | Venceu    |
| 2012    | Kisima Awards                               | Melhor Colaboração da África Oriental – "Mpita Njia"                                     | Indicado  |
| 2011    | East African Music Awards                   | Melhor Artista Feminino – "Alive Again"                                                  | Venceu    |
| 2011    | East African Music Awards                   | Melhor Colaboração da África Oriental – "Haturudi Nyuma"                                 | Indicado  |
| 2011    | Diva Music Awards Uganda                    | Diva Afrobeat – "Sanyu Lyange"                                                           | Venceu    |
| 2011    | Diva Music Awards Uganda                    | Super Diva – "Alive Again"                                                               | Indicado  |
| 2011    | Diva Music Awards Uganda                    | Vídeo Excepcional – "Sanyu Lyange"                                                       | Indicado  |
| 2011    | Diva Music Awards Uganda                    | Canção Excepcional– "Omutima"                                                            | Indicado  |
| 2011    | Diva Music Awards Uganda                    | Diva R&B – "Libe'esanyu"                                                                 | Indicado  |
| 2011    | Kisima Awards                               | Melhor da África Oriental                                                                | Indicado  |
| 2011    | Kisima Awards                               | Canção do Ano – "Haturudi Nyuma"                                                         | Indicado  |
| 2011    | Museke Online African Music Awards New York | Melhor Artista Feminino                                                                  | Indicado  |
| 2011    | Museke Online African Music Awards New York | Melhor Artista Soul/R&B                                                                  | Indicado  |
| 2011    | Museke Online African Music Awards New York | Melhor Atuação da África Oriental                                                        | Indicado  |
| 2011    | Nigeria Entertainment Awards                | Artistas Pan-africanos – "Alive Again"                                                   | Indicado  |
| 2010    | Tanzania Music Awards                       | Melhor Canção da África Oriental – "Haturudi Nyuma" with Kidum                           | Venceu    |
| 2010    | Diva Awards Uganda                          | Melhor Artista R&B – "Kantambule Naawe"                                                  | Indicado  |
| 2010    | Africa Music Awards                         | Artistas Pan-africanos – "Haturudi Nyuma"                                                | Indicado  |
| 2010    | Pearl of Africa Music Awards                | Artista Feminina – "Kantambule Naawe"                                                    | Indicado  |
| 2009    | African Music Awards                        | Melhor Atuação Feminina, Melhor Atuação da África Oriental                               | Indicado  |
| 2008    | Pearl of Africa Music Awards                | Artista do Ano & Melhor Artista/Grupo R&B & Melhor Artista Feminino                      | Venceu    |
| 2008    | Kisima Music Awards                         | Canção do Ano Ugandense; (a) Afrobeat Song – "Diana"; Best Collaboration – Usiende Mbali | Indicado  |

Venceu
- 2004: Pearl of Africa Music Awards – Best R&B Artists[8]
- 2005: Pearl of Africa Music Awards – Best R&B Artists & Best Female Artist & Song of the Year – "Mama Mbiire" with Bobi Wine & Best R&B Single – "Nabikoowa"[9]
- 2006: Pearl of Africa Music Awards – best rnb artist/group
- 2006: Tanzania Music Awards – best Ugandan song ("mama mbire")
- 2007: Pearl of Africa Music Awards – Best R&B Artiste/Group
- 2008: Pearl of Africa Music Awards – Artist of the Year & Best R&B Artiste/Group & Best Female Artist[10]
- 2010: Tanzania music awards – Best East African Song – "Haturudi Nyuma" with Kidum
- 2010: Diva Awards Uganda – Best RnB Artist – "Kantambule Naawe"
- 2011: East African Music Awards – Best Female Artist – "Alive Again"
- 2011: Diva Music Awards Uganda – Afrobeat Diva – "Sanyu Lyange"
- 2012: HiPipo Charts: Specially Appreciated Hipipo Charts Female Artist[11]
- 2012: Best HiPipo Charts Video Act – "Sanyu Lyange"[12]
- 2012: Best HiPipo Charts Afro Beat Act – "Sanyu Lyange"[13]
- 2012: Best International Afrobeats Act at BEFFTA Awards, UK
- 2012: Most Gifted Artist – Super Talent Awards, Uganda
- 2012: Best Female Artist East Africa – Kora Awards – "I Am Ugandan"
- 2013: Warid Women of Substance – Entertainment Award
- 2014: HiPipo Music Awards Best Female Afro-Beat Song – Eddiba[14]
- 2014: Airtel Women of Substance Award – Music Category
- 2014: ASFA- Best Dressed Female Celebrity (2014)

Indicado
- 2005: Kora Awards – Best East African Song – "All I Wanna Do
- 2007: Teenz Awards – Female Artist – "Kibaluma"
- 2008: Kisima Music Awards – Ugandan Song of the Year; (a) Afrobeat Song – "Diana"; Best Collaboration – Usiende Mbali
- 2009: African Music Awards – Best Female Act, Best East African Act
- 2010: Africa Music Awards – Pan African Artist – "Haturudi Nyuma"
- 2010: Pearl of Africa Music Awards – Female Artist – "Kantambule Naawe"
- 2011: East African Music Awards – Best East African Collaboration – "Haturudi Nyuma"
- 2011: Nigeria Entertainment Awards – Pan African Artists – "Alive Again"
- 2011: Museke Online African Music Awards New York – Best Female Artist, Best Soul/RnB Artist & Best East African Act
- 2011: Kisima Awards – Best East African /Song of The Year – "Haturudi Nyuma"
- 2011: Diva Awards Uganda – Super Diva, Exceptional Video, Exceptional Song, RnB Diva – "Alive Again, Sanyu Lyange, Omutima and Libe'esanyu"
- 2012: Kisima Awards – Best East African Collaboration – "Mpita Njia"
- 2013: HiPipo Music Awards – Best RnB Song[15]
- 2013: HiPipo Music Awards – Best Zouk Song[15]
- 2013: HiPipo Music Awards – Best Artist on Social Media[15]
- 2013: HiPipo Music Awards – Best Female Artist[15]
- 2014: HiPipo Music Awards – Best Female Afromix Song.[16]
- 2014: HiPipo Music Awards – Best Artist on Social Media[16]
- 2014: HiPipo Music Awards – Best Female Artist[16]